# Рєзцова Христина Леонідівна
Христина Леонідівна Рєзцова (рос. Кристина Леонидовна Резцова, (27 квітня 1996 , Москва ) — російська біатлоністка, олімпійська медалістка, чемпіонка Росії з біатлону та літнього біатлону. Призерка чемпіонату світу серед юніорів з біатлону та чемпіонка світу серед юніорів з літнього біатлону, призерка Кубка світу. Учасниця Кубка IBU.

## Життєпис
Вихованка підмосковного біатлону. 2014 року почала представляти Ханти-Мансійськ .

### Юніорська кар'єра
2013 року стала дворазовою чемпіонкою та срібною призеркою Всеросійських змагань на призи Валерія Кірієнка та Ганни Богалій-Титовець у Мурманську. На одну з гонок цих змагань вийшла в спідній білизні, одягненій поверх лижного комбінезону, що стало предметом тривалих обговорень уболівальників.
На чемпіонаті світу серед юніорів 2015 року в Раубичах серед 19-річних спортсменок стала срібною призеркою в естафеті разом із Єлизаветою Капліною та Наталією Ушкіною, а в індивідуальній гонці посіла 13-те місце. На наступному турнірі, 2016 року в Кейлі-Гредіштей виступила не так вдало, найкращими результатами стали дев'яте місце в індивідуальній гонці і восьме - в естафеті. На юніорському чемпіонаті світу 2017 року в Брезно, у змаганнях 21-річних спортсменок, стала бронзовою призеркою в естафеті разом із Валерією Васнєцовою та Катериною Мошковою, а в особистих дисциплінах найкращим результатом стало 13-те місце гонці переслідування.
На чемпіонатах світу з літнього біатлону серед юніорів виборола шість медалей, зокрема дві золоті — 2017 року в Чайковському в спринті та змішаній естафеті.
Учасниця юніорського Кубка IBU, срібна призерка етапу в Ленцергайде в січні 2016 року. Вигравала нагороди юніорського чемпіонату Росії, зокрема 2017 року стала чемпіонкою в спринті, гонці переслідування та мас-старті. Восени 2020 року стало відомо, що пропустить сезон через декрет.

## Доросла кар'єра
На чемпіонаті Росії 2017 року виборола бронзові нагороди в естафеті у складі збірної ХМАО. 2018 року здобула золоті медалі в естафеті.
На чемпіонаті Росії з літнього біатлону 2017 року стала переможницею в індивідуальній гонці та бронзовою призеркою в естафеті.
Починаючи з сезону 2017-2018 бере участь у Кубку IBU. На другому етапі сезону в Ленцергайде стала бронзовою призеркою в одиночній змішаній естафеті в парі з Олексієм Волковим. На п'ятому етапі в Арбері стала бронзовою призеркою в спринті. Сезон завершила на 7 місці в загальному заліку.

### Кубок світу
В основній збірній дебютувала на фінальному етапі сезону 2017-2018 у Тюмені 23 березня 2018 року. За підсумками спринту посіла 62-те місце і не змогла потрапити в гонку переслідування.
Особистий рекорд — 3-тє місце в мас-старті в Ансі 19 грудня 2021 року.

## Особисте життя
Батьки — олімпійська чемпіонка з лижних гонок та біатлону Анфіса Рєзцова та тренер (у минулому також біатлоніст) Леонід Рєзцов. Старша сестра Дар'я Віролайнен — біатлоністка збірної Росії. А ще має двох молодших сестер.